# بنو تميم
بنو تميم قبيلة عربية من قبائل خندف المضرية كانت في الجاهلية وصدر الإسلام تسكن في الدهناء وشمال إقليم نجد واليمامة في السعودية والعراق وهي موطنها الأصلي، والكويت وقطر والبحرين. وتُعد جمجمة من جماجم العرب الكبرى، وكانوا قبل الإسلام أهل بادية كثيري الحروب وكانت لهم معارك كثيرة معظمها ضد قبيلة بكر بن وائل وكذلك ضد قبائل هوازن ومذحج وغطفان وغيرها.

## نسب بني تميم
تنتسب قبيلة بني تميم إلى: تميم بن مر بن إد بن طابخة بن إلياس بن مضر بن نزار بن معد بن عدنان من ذرية نبي الله إسماعيل بن إبراهيم الخليل.
- واشتقاق تَمِيم من الصَّلابَة والشِّدّة.[7]
- روى أبو عمر عن ابن عباس  قال: | بنو تميم | مات تميم بن مر وأسد بن خزيمة وضبة بن أد على الإسلام فلا تذكروهم إلا بما يذكر به المسلمون. | بنو تميم |

### أقرب القبائل نسباً لبني تميم
أقرب القبائل نسبا لبني تميم هم قبائل خندف من مضر وهم: قبيلة ضبة، وقبيلة مزينة، وقبيلة هذيل، وقبيلة كنانة التي منها قريش، وقبيلة بني أسد.

## فروع بني تميم
قال ذُو الرَّمَّه:
|     |     |     |     |     |     |  |  | إبراهيم |       |       |       |       |       |  |  |      |      |      |      |      |      |  |  |  |  |
|     |     |     |     |     |     |  |  |         |       |       |       |       |       |  |  |      |      |      |      |      |      |  |  |  |  |
|     |     |     |     |     |     |  |  | إسماعيل |       |       |       |       |       |  |  |      |      |      |      |      |      |  |  |  |  |
|     |     |     |     |     |     |  |  |         |       |       |       |       |       |  |  |      |      |      |      |      |      |  |  |  |  |
|     |     |     |     |     |     |  |  | عدنان   |       |       |       |       |       |  |  |      |      |      |      |      |      |  |  |  |  |
|     |     |     |     |     |     |  |  |         |       |       |       |       |       |  |  |      |      |      |      |      |      |  |  |  |  |
|     |     |     |     |     |     |  |  | مضر     |       |       |       |       |       |  |  |      |      |      |      |      |      |  |  |  |  |
|     |     |     |     |     |     |  |  |         |       |       |       |       |       |  |  |      |      |      |      |      |      |  |  |  |  |
|     |     |     |     |     |     |  |  | خندف    |       |       |       |       |       |  |  |      |      |      |      |      |      |  |  |  |  |
|     |     |     |     |     |     |  |  |         |       |       |       |       |       |  |  |      |      |      |      |      |      |  |  |  |  |
|     |     |     |     |     |     |  |  | تميم    |       |       |       |       |       |  |  |      |      |      |      |      |      |  |  |  |  |
|     |     |     |     |     |     |  |  |         |       |       |       |       |       |  |  |      |      |      |      |      |      |  |  |  |  |
|     |     |     |     |     |     |  |  |         |       |       |       |       |       |  |  |      |      |      |      |      |      |  |  |  |  |
| سعد | سعد | سعد | سعد | سعد | سعد |  |  | حنظلة   | حنظلة | حنظلة | حنظلة | حنظلة | حنظلة |  |  | عمرو | عمرو | عمرو | عمرو | عمرو | عمرو |  |  |  |  |

وعلى هذا تكون بطون بني تميم أربع وهي:
- عمرو، ويتفرع منها:[9]

| - بنو العنبر - بنو الهجيم - بنو أسيد | - بنو مالك - بني الحبط/بنو الحارث - بنو قليب |

- سعد، ويتفرع منها:[10]

| - بنو كعب - بنو عمرو - بنو الحارث - بنو مالك | - عوافة - جشم - عبد شمس |

- حنظلة، ويتفرع منها:[11]

| - بنو مالك - بنو يربوع - ربيعة - عمرو | - مره - غالب - كلفة - قيس |

- الرباب ( حلفا ) وهم:[10]

| - بنو عدي - بنو تيم | - بنو ثور - بنو عوف - بنو ضبة |

وتنقسم هذه الفروع إلى أفخاذ وعشائر كثيرة تنتشر في الوطن العربي.

## ديارهم
يسكن قبائل بني تميم في حقبة ما قبل الإسلام إقليم نجد وإقليم البحرين ومنهم ملكها في ذاك الزمان المنذر بن ساوى. ومنهم من كان يسكن مكة ك يعلى بن أمية وهندة بن أبي هالة وعدة أعلام آخرون، وبعد الإسلام والفتوحات أصبح لهم تواجد في المغرب العربي شمال أفريقيا -دولة الأغالبة- وفي بلاد السند وخراسان برز منهم عدة علماء وأمراء ك ربعي بن كأس ووكيع بن حسان وحرب بن إسماعيل وغيرهم، هذا ويبقى تواجدهم الأكثر في مناطق شبه الجزيرة العربية والعراق. وروى ابن عساكر في تاريخه بسنَده عن قدماء أهل الشام وغيرهم وهو يذكر القبائل التي اشتركت في معركة اليرموك "وليس فيها أسد ولا تميم ولا ربيعة ولم يكن دارهم إنما كانت دارهم عراقية فقاتلوا أهل فارس بالعراق".

### حالياً في نجد
يتواجد بنو تميم حالياً في إقليم العارض وإقليم سدير والوشم والقصيم وحائل، ومن ديارهم فيها العيينة وسدوس والمزاحمية وعرقة ومنفوحة وحوطة بني تميم وقارة بلعنبر وأشيقر وسميراء والمستجدة وقفار والجبيلة وثرمداء وروضة سدير وتمير والخطامة والداخلة وغيرها، وهم ينقسمون إلى خمسة أفخاذ أو قبائل فرعية، ألا وهي
- الوهبة ويعود نسبهم إلى سنيع بن نهشل من بنو طهية من قبائل حنظلة ومنهم الإمام محمد بن عبد الوهاب.
- العبادل ويعود نسبهم لبنو دارم رهط الفرزدق ومنهم الأمير أحمد التمامي.
- العناقر ويعود نسبهم إلى بنو المنقر ومنهم إمارة آل معمر وإمارة آل أبو عليان.
- النواصر ويعود نسبهم إلى عباد الحصين الحبطي العمروي ومنهم الإمام العلامة ابن سعدي.
- بنو العنبر ومنهم الأمير علي بن خريف والأمير رميزان بن غشّام والأمير عبد العزيز الهلالي والأمير بن ماضي والأمير هميلان.[16]

### في التاريخ
قال ابن حوقل في كتابه صورة الأرض "وما كان من حدّ عبّادان الى الانبار مواجها لنجد والحجاز على ديار أسد وطىّء وتميم وسائر قبائل مضر فمن بادية العراق"، وذكرت مجلة الوثيقة أن الإصطخري وصفَ استقرار القبائل العربية وعلى وجه الخصوص في بادية البصرة الممتدة من شبه الجزيرة العربية إلى البصرة إذ قال الإصطخري في كتابه المسالك والممالك "وأما بادية البصرة فإنها أكثر هذه البوادي أحياء وقبائل وأكثرها تميم حتى يتصلوا بالبحرين واليمامة".

### حالياً بالعراق
تعد قبيلة بني تميم واحدة من قبائل العراق، ولهم تاريخ فيها و دَور مشرق في تاريخ هذه البلاد. فقد كان منهم رديف الملوك المناذرة ومنهم عدي بن زيد العبادي التميمي الشاعر والشخصية السياسية في ذلك الزمن، كما أن دور بني تميم في العراق استمر بعد الفتح الإسلامي وحتى هذا الوقت وزعماء وأمراء بني تميم في العراق هم آل سهيل ومنهم الأمير التميمي الشهير الأمير حسن آل سهيل التميمي بن نجم بن سهيل بن عبيد بن سبهان بن صناع بن عويد. ومنهم العراقيون البرادر،

### حاليا في الساحل العربي
بنو تميم من القبائل التي سكنت السواحل الفارسية في الخليج، ومساكنهم اليوم قرية (جاه مبارك) أي بئر مبارك ويحيطها قرى وسهموة الغربية وسهموة الشرقية وبندوة نابند وبستانوة البساتين أرياف متعددة. وقد انقرض رؤساؤهم وتحكمهم اليوم قبيلة النصور.
وقد اشتهر من زعماء قبيلة بني تميم في فارس: الشيخ صقر بن مبارك التميمي المتوفي سنة 1320 هـ تقريبا. وكان مشهورا بالشجاعة والفروسية والكرم.
وقبيلة بني تميم في بر فارس تنقسم قسمين الأولى في المنطقة الغربية في عبدان والأحواز وهم بنو تميم فارس الشرقية، لأن في قبيلة بني تميم الغربية أماكنهم عبدان والأحواز على شط العرب المجاورة للعراق.

## إسلامهم
قدم على النبي محمد في عام الوفود وفد بني تميم عليهم عطارد بن حاجب بن زرارة بن عدس التميمي، في أشراف بني تميم، منهم الأقرع بن حابس التميمي، والزبرقان بن بدر التميمي، أحد بني سعد، وعمرو بن الأهتم، والحبحاب بن يزيد.‌ وفي وفد بني تميم نعيم بن يزيد، وقيس بن الحارث، وقيس بن عاصم أخو بني سعد في وفد عظيم من بني تميم.‌ فلما دخل وفد بني تميم المسجد نادوا رسول الله ﷺ من وراء حجراته ‌:‌ «أن اخرج إلينا يا محمد»، فتأذى الرسول محمد ﷺ من صياحهم، ونزلت فيهم الآية: ﴿إِنَّ الَّذِينَ يُنَادُونَكَ مِنْ وَرَاءِ الْحُجُرَاتِ أَكْثَرُهُمْ لَا يَعْقِلُونَ ۝٤﴾ فخرج إليهم، فقالوا ‌:‌ «يا محمد جئناك نفاخرك، فأذن لشاعرنا وخطيبنا»؛ قال ‌:‌ « قد أذنت لخطيبكم فليقل»‌. فقام عطارد بن حاجب فقال: 
ثم جلس فقال رسول الله ﷺ لثابت بن قيس بن الشماس الخزرجي:‌ « قم فأجب الرجل في خطبته»، فقام ثابت، فقال ‌:‌
فقام الزبرقان بن بدر فقال:‌
وكان حسان بن ثابت الخزرجي شاعر النبي محمد غائباً فبعث إليه فخرج إلى النبي محمد وهو يقول ‌:‌
فلما انتهى إلى رسول الله ﷺ، قال رسول الله ﷺ لحسان بن ثابت:‌ « قم يا حسان، فأجب الرجل فيما قال ‌»، فقام حسان بن ثابت فقال:
فلما فرغ حسان بن ثابت من قوله، قال الأقرع بن حابس:‌ «وأبي، إن هذا الرجل لمؤتى له، لخطيبه أخطب من خطيبنا، ولشاعره أشعر من شاعرنا، ولأصواتهم أحلى من أصواتنا»، فلما فرغ القوم أسلموا، وجوزهم رسول الله ﷺ فأحسن جوائزهم.

## الصحابة من بني تميم
برز من قبيلة بني تميم الكثير من الصحابة ، ومن أشهرهم:
- الأقرع بن حابس الدارمي التميمي: من سادات العرب وقضاتهم وحكمائهم. شهد مع الرسول ﷺ فتح مكة والطائف وحنين وكان من المؤلفة قلوبهم.[27]
- قيس بن عاصم المنقري التميمي: من سادات العرب وفد على الرسول ﷺ فقال له «هذا سيد أهل الوبر» أي سيد أهل البادية. وكان فارسا له بلاء حسن في حروب الردة.[28]
- سمرة بن عمرو العنبري التميمي من سادات العرب وله بلاء حسن في حروب الردة، واستعمله خالد بن الوليد أميراً على اليمامة بعد معركة الحديقة سنة 11 هـ.
- خباب بن الأرت السعدي التميمي من السابقين الأولين، كان سادس ستة في الإسلام، شهد المشاهد كلها مع الرسول ﷺ وتوفي في خلافة علي بن أبي طالب سنة 37 هـ.
- واقد بن عبد الله اليربوعي التميمي من السابقين الأولين، وهو أول من قتل في الإسلام قتيلاً من المشركين، شهد المشاهد كلها.[29]
- القعقاع بن عمرو التميمي من القادة المسلمين العظام، له بلاء كبير وعظيم في معركة القادسية والفتوحات الإسلامية. قال فيه أبو بكر «لصوت القعقاع في الجيش خير من ألف رجل». شهد فتح دمشق، وأكثر فتوح العراق، وله في ذلك أشعار موافقة مشهورة.
- حنظلة بن الربيع الأسيدي التميمي من كتاب الوحي وكان يسمى حنظلة الكاتب أرسله الرسول ﷺ إلى أهل الطائف، وقد شهد القادسية. اعتزل الفتنة بين علي ومعاوية حتى توفي في خلافة معاوية.[30]
- زهرة بن الحوية السعدي التميمي صحابي جليل أسلم مع وفد هجر، وكان من قادة المسلمين في معركة القادسية وهو الذي قاتل قائد الفرس الجالينوس.
- الأسلع بن شريك الأعرجي التميمي خادم الرسول ﷺ وصاحب راحلته.[31]
- حبيب بن خراش اليربوعي التميمي صحابي جليل قديم الإسلام شهد بدرا مع الرسول ﷺ ومعه مولاه الصامت.[32]
- الحارث بن أبي هالة الأسيدي التميمي ربيب رسول الله أمه هي أم المؤمنين خديجة بنت خويلد. والحارث أول شهيد في الإسلام من الرجال، ومن خبر مقتله أنه لما أمر اللَّه نبيه صلّى اللَّه عليه وسلم أن يصدع بما أمره قام في المسجد الحرام فقال: قولوا لا إله إلّا اللَّه تفلحوا؛ فقاموا إليه فأتى الصريخ أهله، فأدركه الحارث بن أبي هالة فضرب فيهم فعطفوا عليه فقتل، فكان أول من استشهد.[33]
- ومن الصحابة التميميين أيضا:

| - الزبرقان بن بدر السعدي التميمي - الأعور بن بشامة العنبري التميمي - ابن أبي رمثة الربابي التميمي | - زبيب بن ثعلبة العنبري التميمي - عمرو بن الأهتم المنقري التميمي - يعلى بن أمية الحنظلي التميمي | - القعقاع بن معبد الدارمي التميمي - صعصعة بن ناجية الدارمي التميمي - عطارد بن حاجب الدارمي التميمي | - غاضرة بن سمرو العنبري التميمي - هند بن أبي هالة الأسيدي التميمي - عياض بن حمار المجاشعي التميمي | - جابر بن سليم الهجيمي التميمي - أوفى بن مولة العنبري التميمي - إياس بن قتادة العنبري التميمي | - التلب بن ثعلبة العنبري التميمي - عاصم بن عمرو الأسيدي التميمي - الأسود بن سريع السعدي التميمي | - الحتحات بن يزيد المجاشعي التميمي - الربيع بن ربيعة القريعي التميمي - الزبير بن أبي هالة الأسيدي التميمي | - الطاهر بن أبي هالة الأسيدي التميمي - ثعلبة بن زهدم اليربوعي التميمي - جارية بن قدامة السعدي التميمي - عصمة بن أبير الربابي التميمي - وردان بن مخرم التميمي العنبري - حرملة بن عبد الله التميمي العنبري |

## فصاحة لغة بني تميم
بنو تميم من أفصح العرب في الجاهلية وصدر الإسلام عرباً مجيدين في الفصاحة.
روى الطبري في تفسيره قال:
قرأ على رسول الله ﷺ من كل خمس رجل، فاختلفوا في اللغة، فرضي قراءتهم كلهم، فكان بنو تميم أعرب القوم.
- قال أبو حاتم | بنو تميم | نزل القرآن بلغة قريش والأزد وتميم وهذيل وهوازن وسعد بن بكر | بنو تميم |.

## بعض ما قيل في بني تميم
- قال فيهم أمير المؤمنين علي بن أبي طالب  «إنّ بني تميم لم يغب لهم نجم إلاّ طلع لهم آخر وإنّهم لم يسبقوا بوغم في جاهليّة ولا إسلام وإنّ لهم بنا رحما ماسّة وقرابة خاصّة نحن مأجورون على صلتها ومأزورون على قطيعتها»
- قال في فصاحتهم أمير المؤمنين معاوية بن أبي سفيان  «لقد أوتيت تميم الحكمة، مع رقة حواشي الكلم»[36]
- سأل معاوية بن أبي سفيان جروة بنت مرة عن بني تميم فقالت «هم أكثر الناس عدداً وأوسعهم بلداً وأبعدهم أمداً هم الذهب الأحمر والحسب الأفخر فقال صدقت»[37]
- قال فيهم ابن حزم «هم قاعدة من أكبر قواعد العرب»[38]
- قال ابن سلام الجمحي: كان يقال: «إذا كنت من تميم ففاخر بحنظلة، وكاثر بسعد، وحارب بعمرو»[39]
- قالت ليلى الأخيلية «إذا كنت من مضر فكاثر بتميم»[40]
- قال نسابة العرب دغفل الشيباني «إن تميم حجر خشن إذا صادمته آذاك وإن تركته أعفاك»[41]
- سأل معاوية بن أبي سفيان نسابة العرب دغفل الشيباني عن بني تميم فقال «كانوا أعز العرب قديما وأكثرها عظيما وأمنعها حريما».[42]
- قال حضين بن المنذر الشيباني يشير على قبيلة الأزد في أمر الرئاسة لغضبتهم بعد أن شتم قتيبة القبائل العربية في العراق «إن جعلتم هذه الرياسة في تميم تم أمركم، فإن مضر بخراسان تعدل هذه الثلاثة الأخماس، وتميم أكثر الخمسين، وهم فرسان خراسان، ولا يرضون أن يصير الأمر في غير مضر»[43][44][45][46][47][48]

## كتب عن قبيلة تميم وفروعها
| الكتاب                          | المؤلف                                         |
| المختصر في هامة مضر             | محمد بن إبراهيم بن ناصر الشبرمي التميمي        |
| بنو تميم في بلاد الجبلين        | عبد الله بن علي بن صقيه التميمي                |
| البواصر في التعريف بأسر النواصر | عبد الله بن مساعد بن عبد الرحمن الفايز التميمي |
| فضائل بني تميم في السنة النبوية | د.عبد العزيز الفريح                            |
| تاريخ آل ماضي                   | الأمير تركي بن ماضي                            |
| التميميون                       | د.عبد الحميد المعيني                           |
| شعر بني تميم في العصر الجاهلي   | د.عبد الحميد المعيني                           |
| لغة تميم                        | د.ضاحي عبد الباقي                              |